# Renault 4
Renault 4 je kompaktni automobil i bio je prvi automobil na prednji pogon francuske tvrtke Renault koji se proizvodio od 1961. do 1992. godine. Početak proizvodnje ovog automobila podudarala se s prvim većim ekonomskim zamahom nakon nekoliko desetljeća stagnacije u Francuskoj. Ovaj automobil dostigao je milijun primjeraka u veljači. 1966. godine i do kraja proizvodnje u 1992. godine proizveo se u preko 8 milijuna primjeraka. Zbog jednostavnosti proizvodnje u mnogim drugim zemljama svijeta (Australija, Irska, Slovenija, Italija, Meksiko) postojale su tvornice koje su izrađivale Renault 4 po licenci Renaulta, ili su sastavljali automobile iz dijelova koje su dolazile iz Francuske ili od raznih drugih kooperanata.

## Povijest
Na početku 1956. godine predsjednik upravnog odbora Renaulta Pierre Dreyfus započeo je projekt razvoja novog modela automobila koji je trebao zamijeniti Renault 4CV i isto tako bi trebao konkurirati i biti Renaultov odgovor Citroënovom 2CV (1948.) Renault 4 isto bio je zamišljen kao koji je trebao zadovoljiti većinu potreba tadašnjih korisnika za kompaktni automobil, i s time pridobiti kupce u gradu i na selu jer prema tržišnom ispitivanju automobili tvrtke Renault su bila popularna s osobama koje su živile u većim gradovima.

## Inačice
- Renault R3

- Renault R4

- Renault 4 R4L

- Renault 4 R4L Super Confort

- Renault 4 R4 Super

- Renault 4 R4 Export

- Renault 4 La Parisien

- Renault 4 R5

- Renault 4 Plein Air

- Renault 4 Frog

- Renault 4 JP4

- Renault 4 F4

- Renault 4 FS4

- Renault 4 FSA4

- Renault 4 F6

- Renault 4

- Renault 4 Luxe

- Renault 4 L

- Renault 4 Export

- Renault 4 TL

- Renault 4 TL Savane

- Renault 4 Safari

- Renault 4 GTL

- Renault 4 GTL Clan

## Motori
| Inačica | Motor     | Cilindri | Snaga   |
| ------- | --------- | -------- | ------- |
| 690-01  | 603 cm3   | 4        | 23 KS   |
| 680-01  | 747 cm3   | 4        | 27,6 KS |
| 680-02  | 747 cm3   | 4        | 30 KS   |
| 839-06  | 782 cm3   | 4        |         |
| 800-01  | 845 cm3   | 4        |         |
| C1C     | 956 cm3   | 4        |         |
| C1E     | 1.108 cm3 | 4        | 34 KS   |

## Slikovnica
- Renault 4 iz Hrvatske
- Renault 4 iz Kolumbije
- Otvoreni Renault 4 Plein Air
- Renault 4 u kombi inačici
- Renault F4 kombi (1965. – 1992.)
- Rally inačica Renaulta 4
- Šasija Renaulta 4
- Renault 4 (1978. – 1992.)
- Renault 4 GTL (1978.)
- Renault 4 L (1974. – 1978.) inačica u "safari" boji
- Renault 4 L (1967. – 1974.)
- Renault 4 (1961. – 1967.)
- Ručni mjenjač brzina u Renaultu 4
- Unutrašnjost modela Renaulta 4 iz 1987. godine